# هشام أبو خليل
هشام أبو خليل لاعب كرة قدم مصري ، ويلعب حاليًا لنادي اتحاد نبروه في مركز خط الوسط الدفاعي.